# Amazona vinacea
El loro vináceo (Amazona vinacea) es una especie de ave psitaciforme de la familia Psittacidae endémica de la Mata Atlántica en Brasil, de los bosques de la Región Oriental de Paraguay y de la selva misionera en Argentina. 

## Descripción
Mide de 30 a 36 cm (12 a 14 pulgadas) de largo. Es mayormente verde, con lorum y frente rojos, nuca turquesa y pecho de color vino (de ahí su nombre común). El borde del carpo, el espéculo y la base de las plumas exteriores de la cola son de color rojo. Sus plumas de vuelo tienen extremos de azul a negro. Su pico tiene una base rosada a roja y una punta color cuerno. Su iris es de color rojo anaranjado a castaño rodeado de piel gris pálido y sus patas y pies son grises. 

## Alimentación
Su alimentación es frugívora y de semillas. Se asocia al parque de pinos Paraná (Araucaria angustifolia), de los que se alimenta.

## Reproducción
Se reproduce principalmente entre agosto y diciembre, pero la temporada a veces puede extenderse hasta marzo. Anida en cavidades de árboles, algunas creadas por la podredumbre y otras excavadas previamente por pájaros carpinteros. El tamaño de puesta es de dos a cuatro huevos. La hembra parece hacer casi toda la incubación, que dura alrededor de un mes. Ambos padres cuidan a los pichones; en cautiverio, el tiempo para emplumar es de siete a diez semanas después de la eclosión.

## Amenazas
Debido principalmente al tráfico de mascotas y la destrucción de hábitat por tala de árboles e incendios forestales, así como también la contaminación del suelo, el loro vináceo está catalogado como especie en peligro de extinción de acuerdo con la Lista Roja de la UICN, por ello varios países realizan programas de protección y han prohibido su venta como mascota.